# Invicta FC 19
Invicta FC 19: Maia vs. Modafferi foi um evento de MMA promovido pelo Invicta Fighting Championships. O evento foi realizado no dia 23 de Setembro de 2016.

## Contexto
O evento  foi encabeçado por Jennifer Maia  contra Roxanne Modafferi. o co-evento principal teve como destaque a campeã peso átomo Ayaka Hamasaki defendendo seu título contra a desafiante Jinh Yu Frey.  Durante a pesagem oficial, O Invicta FC, decidiu retirar o cinturão da (agora ex) campeã Barb Honchak por inatividade da mesma (não lutava desde Novembro de 2014). Por conta disso, o combate entre Jennifer Maia e Roxanne Modafferi foi promovido a disputa LINEAR do cinturão peso mosca (Maia era campeã INTERINA da categoria).

## Bônus da Noite
- Luta da Noite: Jennifer Maia vs. Roxanne Modafferi
- Desempenho da Noite: Irene Aldana e Julia Jones